# Happy Birthday in the Sky
Happy Birthday in the Sky è un singolo del gruppo musicale britannico Placebo, pubblicato il 4 marzo 2022 come quarto estratto dall'ottavo album in studio Never Let Me Go.

## Descrizione
Quarta traccia dell'album, si tratta di una ballata dotata di un testo «molto intenso», come dichiarato dal frontman Brian Molko:

## Tracce
Testi e musiche di Brian Molko e Stefan Olsdal.
1. Happy Birthday in the Sky – 5:09
2. Try Better Next Time – 3:07
3. Surrounded by Spies – 5:14
4. Beautiful James – 4:08

## Formazione
Hanno partecipato alle registrazioni, secondo le note di copertina di Never Let Me Go:
Gruppo
- Brian Molko – voce, chitarra, sintetizzatore, loop, drum machine, percussioni
- Stefan Olsdal – basso, chitarra, sintetizzatore Boutique, pianoforte, cori

Altri musicisti
- Adam Noble – programmazione
- William Lloyd – programmazione
- Pietro Garrone – batteria

Produzione
- Placebo – produzione
- Adam Noble – produzione, ingegneria del suono, missaggio
- William Lloyd – ingegneria del suono
- Robin Schmidt – mastering
- Stefan Olsdal – ingegneria del suono aggiuntiva